# Коронавірусна хвороба 2019 у Йорданії
Спалах коронавірусної хвороби 2019 у Йорданії — це поширення пандемії коронавірусної хвороби 2019 на територію Йорданії. Перший випадок на території країни зареєстровано 2 березня в столиці країни Аммані.
Відразу після повідомлення на початку 2020 року про епідемію коронавірусної хвороби в Китаї, 26 січня Йорданський національний комітет з питань епідемій та міністерство охорони здоров'я країни визначили кілька лікарень для лікування хворих з імовірним інфікуванням новим коронавірусом, та прийняли кілька протоколів щодо дій при виявленні хворих коронавірусною хворобою в країні. Лише за 5 тижнів після цього, 2 березня, в країні зафіксовано перший випадок коронавірусної хвороби. Незважаючи на те, що на 14 березня у Йорданії був лише один підтверджений випадок коронавірусної хвороби, уряд країни у відповідь на швидке поширення хвороби в країнах, що оточують Йорданію та по всьому світі, призупинив навчання у школах, заборонив масові зібрання, та закрив кордони країни та аеропорти. Уранці 15 березня уряд країни розробив план повернення громадян Йорданії на батьківщину до закриття аеропортів та кордонів, запланованого на 17 березня. Збройні сили Йорданії отримали завдання сприяти доставці 5 тисяч репатрійованих громадян країни до курортів на березі Мертвого моря, де їх помістили на двотижневий карантин за рахунок уряду, а ці курорти оголосили закритою військовою зоною.
Після повідомлення про те, що інфікований коронавірусом відвідав весілля в місті Ірбід на 400 осіб, 17 березня уряд оголосив про введення в країні локдауну, який пізніше перетворився на строгу комендантську годину, яка описувалась як один із найсуворіших карантинних заходів у світі. Така комендантська година тривала 4 дні, й пізніше її послабили, оскільки урядові плани щодо доставки їжі до карантинних районів провалились, і людям було дозволено виходити з дому, щоб купувати продукти в магазинах з 10 ранку до 6 вечора, для сигналу дозволу на вихід з дому та для закінчення дозволу використовувалися сирени цивільної оборони. Протягом шести тижнів, за які кількість випадків хвороби зросла приблизно до 400 випадків, карантинні заходи включали заборону на поїздки автомобілем, за винятком надання медичної допомоги та роботи закладів життєво необхідних галузей. Райони, в яких виявлено підтверджені випадки хвороби, ізолювалися, а поїздки між містами та районами заборонені. Міністр охорони здоров'я країни Саад Джабер та державний міністр у справах засобів масової інформації Амджад Адейле щодня проводили брифінги про поточний стан справ з поширенням хвороби у національному центрі з питань безпеки та надзвичайних ситуацій, за участю інших міністрів, а також військових та поліцейських.
30 квітня уряд Йорданії послабив карантинні заходи та розпочав відкриття економічної діяльності, після того, як у країні було виявлено 451 випадок хвороби, з яких 350 одужали та 8 померли. На рішення уряду вплинули не лише ці цифри, які були обнадійливими, але й через страх через послаблення економіки країни, яка сильно постраждала від кризи, особливо при цьому постраждав її квітучий туристичний сектор. З 3 травня більшості галузей економіки дозволено поступово відновлювати роботу, але заняття у школах та університетах, заняття спортом у спортзалах, громадські заходи, проповіді в церквах та мечетях залишаються забороненими, зберігається комендантська година після 18:00, та комендантська година по п'ятницях. 5 травня уряд видав розпорядження, згідно якого накладається штраф на тих, хто не дотримується правил безпеки та носіння масок у громадському транспорті, на підприємствах, та урядових установах, у 20—50 йорданських динарів (близько 30-70 доларів США). ВВП туристичного сектору впав на 3 %, тоді як реальний ВВП Йорданії впав на 1,6 % у 2020 році. Пандемія також вплинула на рівень безробіття, оскільки безробіття досягло 25 % у 2021 році, що є найвищим рівнем для країни за понад 25 років.
Незважаючи на економічну турбулентність всередині країни та частково несприйняття позиції Йорданії серед сусідніх країн Близького Сходу та арабських країнах, заходи боротьби з поширенням коронавірусної хвороби в Йорданії отримали визнання за швидку реакцію, яка дозволила країні зазнати меншого впливу епідемії, ніж більшості інших арабських країн. Йорданія разом із Ісландією, В'єтнамом, Грецією та Словенією, включена до списку країн, які отримали найвищу оцінку за ефективність заходів проти спалаху коронавірусної хвороби.

## Хронологія

### 2020
2 березня прем'єр-міністр Йорданії повідомив про перший випадок коронавірусу в країні. Перший хворий був громадянином Йорданії, який повернувся з Італії за два тижні до того, як були запроваджена процедура карантину для йорданців, що повертаються з Італії.
Протягом наступного тижня нових випадків хвороби на території країни не реєструвалось, і Йорданія стала вільною від коронавірусу країною після одужання першого хворого.
15 березня міністр охорони здоров'я Саад Джабер повідомив, що за останню добу зареєстровано 11 нових випадків коронавірусної хвороби, що призвело до зростання кількості випадків хвороби до 12. Серед нових випадків хвороби були 5 йорданців, які нещодавно повернулися в країну з інших країн, 6 французьких туристів та один турист з Іраку. Пізніше того ж дня підтверджено ще один випадок хвороби, унаслідок чого загальна кількість випадків хвороби в країні зросла до 13.
16 березня уряд Йорданії повідомив про виявлення ще 4 випадків хвороби: 2 з них виявлено в йорданця та його дочки, які повернулися до країни з Іспанія, а ще 2 випадки виявлені в двох йорданців, які знаходились у контакті з підтвердженими випадками хвороби, пізніше того ж дня було підтверджено ще 6 випадків, які контактували з хворим, який повернувся з Іспанії. У кінці дня підтверджено ще 6 випадків хвороби у гостей на весіллі в місті Ірбід, серед цих 6 нових випадків був у тому числі й наречений, унаслідок чого загальна кількість підтверджених випадків в країні зросла до 29.
17 березня виявлено ще 6 випадків хвороби, в тому числі медсестра, яка прибула з Палестини 5 днів тому. Після виявлення у неї симптомів хвороби їй провели тестування на коронавірус, результат якого був позитивним, унаслідок чого кількість випадків хвороби в країні зросла до 35. Медсестраа працювала в жіночому ортопедичному відділенні лікарні Аль-Башир. Всі її співробітники по відділенні та особи, з якими вона контактувала, включно з її родиною, пройшли тестування, та відправлені на 14-денний карантин. Пізніше того ж дня було підтверджено ще 5 випадків, унаслідок чого загальна кількість підтверджених випадків в країні зросла до 40.
18 березня о 01:00 прес-секретар Йорданського національного протиепідемічного комітету Натір Обайдат повідомив, що загальна кількість випадків коронавірусної хвороби в Йорданії досягла 48, включаючи одне одужання. Він також повідомив, що 14 нових випадків, про які повідомлялося у вівторок, 17 березня — це громадяни, які прибули вже інфікованими з-за кордону, а також ті, які мали безпосередній контакт з інфікованими. У другій половині дня 18 березня було підтверджено ще 4 нових випадки хвороби, загальна кількість випадків зросла до 52. Близько 20:00 того ж дня підтверджено ще 4 випадки (з тих, що знаходились у карантині), унаслідок чого загальна кількість випадків зросла до 56.
Увечері 19 березня було підтверджено ще 13 випадків хвороби, з них 11 особи, які знаходились у тісному контакті з інфікованими, 1 був на весіллі в Ірбіді, ще один випадок був на карантині, унаслідок чого загальна кількість випадків хвороби зросла до 69. Серед нових випадків були вісім йорданців, один філіппінець, один аргентинець, двоє іракців та один ліванець. Станом на цей день у карантині знаходилось 4892 особи, з них 1837 у готелях на березі Мертвого моря, та 3055 в готелях Аммана.
20 березня, близько 20:30, уряд Йорданії повідомив про 15 нових випадків хвороби, з яких 3 випадки зареєстровані в членів родини, з якої була інфікована жінка, яка прибула до Йорданії з Норвегії, ще 3 випадки були в тісному контакті з гостями весілля в Ірбіді, 2 особи, які перебували на карантині в одній із лікарень, 3 випадки в осіб, які були в тісному контакті з інфікованими, 3 інші випадки були підтверджені за різних обставин, не встановлено шляху інфікування одного з із випадків, унаслідок чого загальна кількість випадків зросла до 84, включно з одним хворим, який одужав.
21 березня близько 20:15 міністр охорони здоров'я Йорданії повідомив про 15 нових випадків в Йорданії, в тому числі 5 з весілля в Ірбіді, 3 з карантині в готелях, 2 іракців, інфікованих від батьків, 1 інфікувався від брата, 1 виявлений в Університеті Йорданії, 1 невідомого походження, 1 від іноземного медичного персоналу, унаслідок чого загальна кількість випадків в країні зросла до 99, включаючи одне одужання.
22 березня було підтверджено ще 13 випадків хвороби, один з яких зареєстровано 19-річного чоловіка, який прибув з Великої Британії, ще 5 випадків з весілля в Ірбіді, 6 випадків серед хворих, які були в контакті з інфікованою медсестрою, включно 83-річну жінку, та ще один випадок невідомого походження, унаслідок чого загальна кількість випадків зросла до 112.
23 березня повідомлено про виявлення 15 нових випадків хвороби. Четверо хворих вже були на карантині в лікарні принца Хамзи, разом із працівницею адміністративного персоналу лікарні. На цей день в країні зареєстровано 127 підтверджених випадків хвороби (126 активних випадки та 1 одужання), серед яких були 103 йорданці, 7 іракців, 6 французів, 3 британці, 3 ліванці, 2 філіппінці, 1 палестинець, 1 аргентинець, 1 угандієць. Усього на карантині знаходилось 5050 осіб, з них 3104 в Аммані, 1923 в районі Мертвого моря, 23 в Акабі, загальної кількості випадків у Йорданії зросла до 127.
24 березня зареєстровано 26 нових випадків хвороби, в тому числі 12 випадків з весілля в Ірбіді, ще 5 випадків контактів з однією з родин, яка була інфікована медсестрою, 3 особи з Великої Британії, одна особа з Іспанії, яка прибула в Румунії, 1 особа з США, 4 особи, які були в тісному контакті з інфікованою людиною, унаслідок чого загальна кількість випадків хвороби зросла до 153, включаючи одне одужання.
25 березня зареєстровано 19 нових випадків хвороби, в тому числі 1 громадянин Іраку, 1 громадянин Йорданії, який прибув зі Швейцарії, 8 випадків у осіб, які контактували з інфікованими, включно 1 громадянина Шрі-Ланки, 4 випадки в осіб, які перебували в контакті із інфікованою медсестрою, та ще 5 випадків з весілля в Ірбіді, внаслідок чого загальна кількість підтверджених випадків в країні зросла до 172.
26 березня повідомлено про ще одне одужання, унаслідок чого загальна кількість одужань зросла до 2. Другий одужалий пройшов повторний тест на коронавірус чотири дні тому, і 26 березня отримав негативний тест, що означало його одужання. Того дня підтверджено ще 40 нових випадків, у тому числі 26 з весілля в Ірбіді, 2 громадян Йорданії, які прибули зі Швейцарії, однин громадянин Йорданії, який прибув з Великої Британії, 4 випадки в осіб, які були в тісному контакті з інфікованими, 3 випадки в осіб, які були в тісному контакті з медсестрою, і один випадок особи, яка була у Саудівській Аравії до карантину, 2 іракці, один з яких прибув з Великої Британії до карантину, та одна особа з невідомим джерелом інфікування, унаслідок чого загальна кількість випадків хвороби зросла до 212. Мухафаза Ірбід повністю ізольована від решти країни. Того дня за порушення комендантської години було заарештовано 385 осіб, та вилучено 430 транспортних засобів.
27 березня зареєстровано 16 одужань, загальна кількість одужань збільшилась до 18. Також було підтверджено 23 нові випадки хвороби, в тому числі 2 особи, які перебували в карантині та прибули із США, 8 випадків були в тісному контакті з інфікованими особами в житловому будинку в одному з районів Аммана, 1 особа, яка прибула з Пакистану, 3 особи, які були в тісному контакті з інфікованою особою, яка прибула з Саудівської Аравії, 1 особа, яка прибула з Лівану, 1 особа, яка перебувала в тісному контакті з інфікокованою особою, ще 5 випадків з весілля в Ірбіді, 2 випадки з невизначеним способом інфікування, унаслідок чого загальна кількість підтверджених випадків зросла до 235, а загальна кількість активних випадків до 217.
28 березня у Йорданії було підтверджено першу смерть від коронавірусної хвороби. 83-річну жінку, яку госпіталізували до приватної лікарні, у якої була низка хронічних хвороб та сепсис, перевезли з приватної лікарні до лікарні принца Хамзи після виявлення позитивного тесту на COVID-19. Уранці цього дня вона померла. Пізніше ввечері загальна кількість підтверджених випадків зросла до 246 після виявлення 11 нових випадків хвороби. З цих 11 5 випадків були з Ірбіда, 1 виявлений в особи, яка була в тісному контакті з інфікованим, 1 жінка, яка була в тісному контакті зі своєю інфікованою дочкою, яка повернулась з Норвегії, 3 випадки серед осіб, які перебували на карантині в готелях (2 з яких прибули з Великої Британії, а 1 з Багдаду), шлях інфікування ще одного хворого не встановлено. Міністр охорони здоров'я повідомив, що в країні 3 хворих коронавірусною хворобою знаходиться у важкому стані.
29 березня було підтверджено 13 нових випадків хвороби, в тому числі 1 особа, яка знаходилась у тісному контакті зі своїм інфікованим братом, який повернувся з Єгипту, 5 випадків з Ірбіда, 1 особа, яка була в тісному контакті з людьми, які інфікувались у житловому будинку в одному з районів Аммана, 1 особа, яка була в тісному контакті з хворими з Ірбіді, 2 особи, які знаходились у карантині після повернення з Великої Британії, 1 особа, яка повернулась із Франції, про 1 випадок повідомила королівська медична служба Йорданії, унаслідок чого загальна кількість підтверджених випадків в країні зросла до 259. Того ж дня повідомлено про ще одну смерть від коронавірусної хвороби 77-річного чоловіка. Пізніше увечері цього ж дня повідомлено про ще одну смерть від коронавірусної хвороби 64-річного чоловіка.
30 березня повідомлено про четверту смерть від коронавірусної хвороби, 81-річної жінки, в якої коронавірусна хвороба спричинила розвиток важкої пневмонії. Пізніше того ж дня повідомлено про 9 нових випадків хвороби, з них 5 випадків в осіб, які були в тісному контакті з одним із нещодавно померлих від коронавірусної хвороби, 2 випадки з Ірбіда, про 1 випадок повідомила йорданська королівська медична служба, 1 випадок в особи, яка перебувала на карантині, унаслідок чого загальна кількість випадків зросла до 268, того ж дня повідомлено про п'яту смерть, а також про 8 нових одужань, з яких були 4 французьких туристи, 1 аргентинець, 1 жінка з Іраку, та 2 йорданці.
31 березня у країні виявлено 6 нових випадків хвороби, усі з яких були в тісному контакті з хворими або інфікованими особами, внаслідок чого загальна кількість випадків хвороби в країні зросла до 274. Того ж дня було підтверджено 4 нових одужання, унаслідок чого загальна кількість одужань у королівстві зросли до 30.

#### Квітень
1 квітня підтверджено 4 нових випадки, з яких 2 вже перебували на карантині (прибули з Іспанії 15 березня), а інші 2 контактували з інфікованими людьми (1 в Джераші та 1 в Ірбіді).
2 квітня підтверджено 21 новий випадок хвороби, в тому числі 19 випадків з родин, які контактували з інфікованими членами сім'ї, 1 особа, яка відвідувала Велику Британію, яка перебувала на ізоляції в готелі, озитивний результат у ного виявлено вже після закінчення ізоляції, 1 особа з гостей на весіллі в Ірбіді, унаслдок чого загальна кількість випадків зросла до 299, того ж дня повідомлено про 9 одужань, загальна кількістю одужань зросла до 45.
3 квітня підтверджено 11 нових випадків, 6 з яких були членами однієї сім'ї, яка контатували з інфікованим батьком, 1 випадок, який контактував з інфікованою особою в Аммані, 1 справа для жінки, яка контактувала зі своїми інфікованими племінниками, 1 випадок, який контактував із інфікованим, який прибув з Великої Британії, 1 випадок, який контактував із інфікованим в Ірбіді, та 1 випадок, який контактував із інфікованим у лікарні принца Хамзи. Цього дня повідомлено одужання 13 хворих (10 у лікарні принца Хамзи, 3 в Ірбіді).
4 квітня підтверджено 13 нових випадків, в тому числі 1 серед осіб на самоізоляції в готелі, яка відвідувала Велику Британію, 1 з військово-повітряних сил країни, 1 випадок в особи, яка була в контакті із інфікованим в Аджлуні, 8 випадків в осіб, які контактували з хворими членами родини, 2 випадки з Ірбіда, унаслідок чого загальна кількість випадків хвороби зросла до 323, того самого дня зареєстровано 16 нових одужань, загальна кількість одужань зросла до 74.
5 квітня підтверджено 22 нові випадки хвороби, в тому числі 1 випадок в особи, яка знаходилась у тісному контакті з інфікованим з Лівану, 2 іракці, які були в тісному контакті з інфікованою людиною, 9 випадків у осіб, які інфікувались від хворих членів родини, 1 випадок в особи, яка контактувала з хворим з Ірбіду, 1 випадок в особи що була в тісному контакті з інфікованою людиною на роботі, 1 випадок в одній із приватних лікарень в Аммані, 7 випадків для людей, які були в тісному контакті з інфікованою людиною в одному з районів Аммана (мікрорайон Хашмі-Аль-Шамалі), унаслідок чого загальна кількість випадків зросла до 345, за добу зареєстровано 36 одужань (29 в Ірбіді, 7 в лікарні принца Хамзи, у тому числі 2 французи та іракський громадянин), загальна кількість одужань зросла до 110.
6 квітня підтверджено 4 нові випадки хвороби: 1 випадок в особи, яка знаходилась у тісному контакті зі своєю інфікованою дружиною, яка повернулась з Італії, 1 справа щодо жінки, яка тісно контактувала зі своїм інфікованим нареченим, який знаходився в тісному контакті з інфікованою особою з Лівану, 2 випадки в осіб, які знаходилась у тісному контакті з інфікованими, унаслідок чого загальна кількість випадків зросла до 349, того дня повідомлено про 16 нових одужань, загальна кількість одужань у королівстві зросла до 126. Того ж дня було підтверджено 1 нову смерть хворого, якого доставили вже мертвим до приватної лікарні в Аммані, і для підтвердження причини смерті йому провели тестування на COVID-19, яке виявилось позитивним. У цей день відправлено 5 команд медиків, що відстежували контакти померлого, які зібрали 81 зразок біоматеріалу тих осіб, які контактували з померлим, включаючи його співпрацівників (у готелі в Аммані).
7 квітня підтверджено 4 нові випадки хвороби, в тому числі 2 випадки в осіб, які були в тісному контакті з інфікованими, 2 випадки з невідомою причиною інфікування, унаслідок чого загальна кількість випадків зросла до 353, того ж дня підтверджено 12 нових одужань, загальна кількість одужань у королівстві зросла до 138.
8 квітня підтверджено 5 нових випадків хвороби, більшість з яких виявлені в осіб, які знаходились у тісному контакті з інфікованими, унаслідок чого загальна кількість випадків зросла до 358, того ж дня зареєстровано 12 нових водужань, загальна кількість одужань зросла до 150.
9 квітня підтверджено 14 нових випадків хвороби, у тому числі 11 випадків в осіб, які були в тісному контакті зі своїми інфікованими родичами, включаючи угандійця, який інфікувався від сина, 1 випадок в особи, яка приїхала з Дубаю, та знаходилась на карантині в закладі йорданських збройних сил, 2 випадки з невідом шляхом інфікування. Загальна кількість випадків у країні зросла до 372, того ж дня було підтверджено 11 одужань, загальна кількість одужань зросла до 161, того дня помер 69-річний чоловік.
10 квітня нових випадків хвороби не зареєстровано, у цей день підтверджено 9 нових випадків одужання (3 в Ірбіді та 6 у лікарні принца Хамзи), загальна кількість одужань зросла до 170.
11 квітня підтверджено 9 нових випадків хвороби, 7 з яких зареєстровані в одній родині інфікованої особи, ще 1 випадок працював разом з цією особою, останній випадок зареєстрований у карантинному районі Маркаба. У цей день зареєстровано 7 одужань.
12 квітня підтверджено 8 нових випадків хвороби, у тому числі 3 випадки з житлового будинку в районі Хашмі аль-Шамалі в Аммані, 1 випадок в особи, яка знаходилась у тісному контакті зі своїм інфікованим батьком, 3 випадки виявлено при випадковому обстеженні, внаслідок чого загальна кількість випадків зросла до 389, цього дня зареєстровано 24 нових одужання, загальна кількість одужань зросла до 201.
13 квітня підтверджено 2 нових випадки хвороби, обидва з яких контактували зі своїми інфікованими родичами, загальною кількістю випадків зросла до 391, у цей день зареєстровано 14 нових одужань, загальна кількість одужань у королівстві зросла до 215.
14 квітня підтверджено 6 нових випадків хвороби, у тому числі 2 випадки у водіїв вантажівок, 1 випадок у громадянина Шрі-Ланки, який знаходилась у тісному контакті з інфікованою особою, 3 випадки, виявлені у північних районах Аммана, які були в тісному контакті з інфікованою особою, внаслідок чого загальна кількість випадків зросла до 397, за добу зареєстровано 20 нових випадків одужання, загальна кількість одужань зросла до 235.
15 квітня підтверджено 4 нових випадки, в тому числі 3 випадки серед осіб, які були в тісному контакті з інфікованою особою в Ірбіді, 1 випадок в особи, яка була в тісному контакті з інфікованою особою в лікарні принца Хамзи, внаслідок чого цього дня загальна кількість випадків на цей день зросла до 401, за добу зареєстровано 15 одужань вилучень, загальна кількість одужань зросла до 250.
16 квітня підтверджено 1 новий випадок хвороби, внаслідок чого загальна кількість випадків зросла до 402, підтверджено 9 нових одужань, загальна кількість одужань зросла до 259.
17 квітня підтверджено 5 нових випадків хвороби, у тому числі 2 випадки в осіб, які були в тісному контакті зі своєю інфікованою матір'ю, 1 випадок у водія вантажівки, 1 випадок у жінки, інфікованої чоловіком, і 1 випадок з невказаною причиною інфікування, внаслідок чого загальна кількість випадків зросла до 407, того самого дня було підтверджено 6 нових випадків одужання, загальна кількість одужань у країні зросла до 265.
18 квітня підтверджено 6 нових випадків хвороби, у тому числі 4 випадки, виявлені на кордонах у водіїв вантажних автомобілів (у тому числі 1 єгиптянина та 1 пакистанця), 1 випадок, виявлений під час випадкових тестів, проведених випадковим особам у різних місцях країни, 1 випадок у дівчинки віком 2,5 років, яка знаходилась у тісному контакті зі своїми інфікованими батьками, унаслідок чого загальна кількість випадків хвороби зросла до 413, того самого дня було підтверджено 4 нових одужання, загальна кількість одужань зросла до 269.
19 квітня було підтверджено 4 нових випадки хвороби, в тому числі 2 випадки, які інфікувались від хворого батька, 2 випадки серед братів і сестер однієї сім'ї, які інфікувались від інших братів і сестер, унаслідок чого загальна кількість випадків зросла до 417, за добу зареєстровано 7 нових одужань, загальна кількість одужань у всій країні зросла до 276.
20 квітня підтверджено 8 нових випадків хвороби, усі вони були водіями вантажівок, які отримали позитивні результати при в'їзді через наземні прикордонні пункти. Троє були йорданцями, а 5 — іноземцями, унаслідок чого загальна кількість випадків зросла до 425. Того ж дня було підтверджено 6 нових одужань, загалом 282 у цілому королівстві.
21 квітня підтверджено 3 нових випадки хвороби, всі вони були водіями вантажних автомобілів, які отримали позитивні результати при в'їзді через наземні прикордонні пункти, унаслідок чого загальна кількість випадків у країні зросла до 428. Того ж дня було підтверджено 15 нових одужань, загальна кількість одужань зросла до 297.
22 квітня підтверджено 7 нових випадків хвороби, у тому числі 3 у водіїв вантажних автомобілів, 2 в осіб, які знаходились у тісному контакті з їх інфікованим батьком, 1 в особи, яка знаходилася в тісному контакті з інфікованою особою, яка лікується в лікарні принца Хамзи, 1 випадок, який був протестований у приватній лабораторії, причина інфікування якого не встановлена, унаслідок чого загальна кількість випадків зросла до 435, того самого дня було підтверджено 18 нових одужань, загальна кількість одужань зросла до 315.
23 квітня було підтверджено 2 нові випадки, перший з яких зареєстрований у водія вантажівки, якого тестували при в'їзді в країну, другий випадок зареєстровано в особи, яка прилетіла з Великої Британії 15 березня, та знаходилась на карантині в готелі протягом 20 днів, та після негативного тестування виписана з карантину; пізніше йому зробили тестування після появи симптомів хвороби, які з'явились приблизно через п'ять тижнів після в'їзду в країну, внаслідок чого загальна кількість випадків в країні зросла до 437, за добу одужали 3 хворих, загальна кількість одужань зросла до 318. За добу проведено 3200 тестів на COVID-19.
24 квітня підтверджено 4 нові випадки хвороби, 2 з яких були водіями вантажних автомобілів, 2 інші зареєстровані в осіб, які були в тісному контакті з інфікованим водієм вантажівки, внаслідок чого загальна кількість випадків зросла до 441, за добу одужали 8 хворих, загальна кількість одужань зросла до 326.
25 квітня підтверджено 3 нові випадки хвороби, всі у водіїв вантажних автомобілів, яким провели тестування на сухопутних кордонах, внаслідок чого загальна кількість випадків зросла до 444, за добу одужали 6 хворих, загальна кількість одужань зросла до 332.
26 квітня підтверджено 3 нові випадки хвороби, 2 з яких виявлені у водіїв вантажівок, 1 виявлено в 5-річної дівчинки, яка знаходилась у тісному контакті зі своїми інфікованими батьками, унаслідок чого загальна кількість випадків зросла до 447, зареєстровано 5 нових одужань, на той день кількість одужань зросла до 337..
27 квітня підтверджено 2 нові випадки хвороби, один з яких зареєстровано у водія вантажівки на прикордонному переході Аль-Омарі, а другий в дитини, яка відвідувала свою інфіковану матір у лікарні принца Хамзи, за добу зареєстровано 5 одужань, загальна кількість одужань зросла до 342. За добу в країні провели 2800 тестувань.
28 квітня нових випадків хвороби не виявлено, того дня зареєстровано 6 нових випадків одужання, загальна кількість одужань зросла до 348 випадків, того ж дня підтверджено 1 нову смерть.
29 квітня виявлено 2 нових випадки хвороби, обидва виявлені у водіїв вантажних автомобілів, яким проведено тестування на сухопутних кордонах, унаслідок чого загальна кількість випадків зросла до 451, того дня підтверджено 8 нових випадків одужання, загальною кількістю одужань зросла до 356.
30 квітня виявлено 2 нових випадки хвороби, обидва у водіїв вантажних автомобілів, яким проведено тестування на сухопутних кордонах, унаслідок чого загальна кількість випадків хвороби зросла до 453, того дня підтверджено 6 нових одужань, загальна кількість одужань зросла до 362.

#### Травень
1 травня підтверджено 6 нових випадків хвороби, всі у водіїв вантажних автомобілів, яким проведено тестування на сухопутних кордонах, унаслідок чого загальна кількість випадків зросла до 459, того ж дня зареєстровано 2 нових одужання, загальна кількість одужань зросла до 364.
2 травня підтверджено 1 новий випадок хвороби у водія вантажівки, якому проведено тестування на сухопутному кордоні, внаслідок чого загальна кількість випадків зросла до 460, того ж дня зареєстровано 3 нових одужання, загальна кількість одужань зросла до 367, підтверджена 9-та смерть у країні в 73-річного чоловіка, який мав хронічні захворювання.
3 травня підтверджено 1 новий випадок у водія вантажівки, якому проведено тестування на сухопутному кордоні, внаслідок чого загальна кількість випадків зросла до 461, нових одужань не зареєстровано, 6-й день поспіль жодних нових випадків всередині країни не реєструвалось, кількість хворих, які перебувають на лікуванні в лікарнях країни, досягла 64.
7 травня підтверджено 21 новий випадок хвороби. Ці випадки були наслідком поведінки інфікованого водія вантажівки, який не дотримувався процедури самоізоляції під час в'їзду до країни. Згідно з розслідуваннями епідеміологічної групи, цей водій запросила до свого помешкання в Іфтарі кількох людей, у частини з яких невдовзі підтверджено позитивний результат тестування. Серед інфікованих водієм була медсестра лікарні в Північній Бадії, унаслідок чого 65 працівників лікарні вимушені були пройти тестування на коронавірус.
8 травня до обіду підтверджено 8 нових випадків хвороби. Вони також пов'язані з нещодавнім виявленням інфікованого водія вантажівки в Мафраці. У Рамті зареєстровано 4 з цих випадків.

#### Червень
Уряд Йорданії вирішив значно послабити обмеження на пересування, скасувавши комендантську годину, і дозволивши пересування між губернаторствами та відновлення роботи більшості секторів із 6 червня.

#### Серпень
До кінця серпня обмеження повільно послаблювалися. Влада дозволила масові зібрання до 20 осіб, пересування між губернаторствами та відновлення туристичної галузі. Готелям, ресторанам, барам, тренажерним залам і дитячим садкам дозволили знову відкритися з обмеженою потужністю. Крім того, були знову відкриті молитовні будинки. Громадський транспорт працював на 50 % місткості. Проте заходи соціального дистанціювання продовжувати застосовуватися, і жителі країни були змушені носити захисні рукавички та маски в громадських місцях, інакше їх штрафували.

### Вересень-листопад
Авіаційна служба країни про плани знову відкрити аеропорт Аммана для комерційних рейсів з 8 вересня.
У жовтні 2020 року відбулося різке зростання кількості випадків COVID-19. 6 жовтня 2020 року уряд Йорданії оголосив загальнонаціональну комендантську годину по п'ятницях і суботах.
У листопаді Йорданія стала арабською країною з найбільшою кількістю смертей від COVID-19 на душу населення. Незважаючи на це, парламентські вибори відбулися з відвідуванням виборчих дільниць особисто.

## Карантин та ізоляція

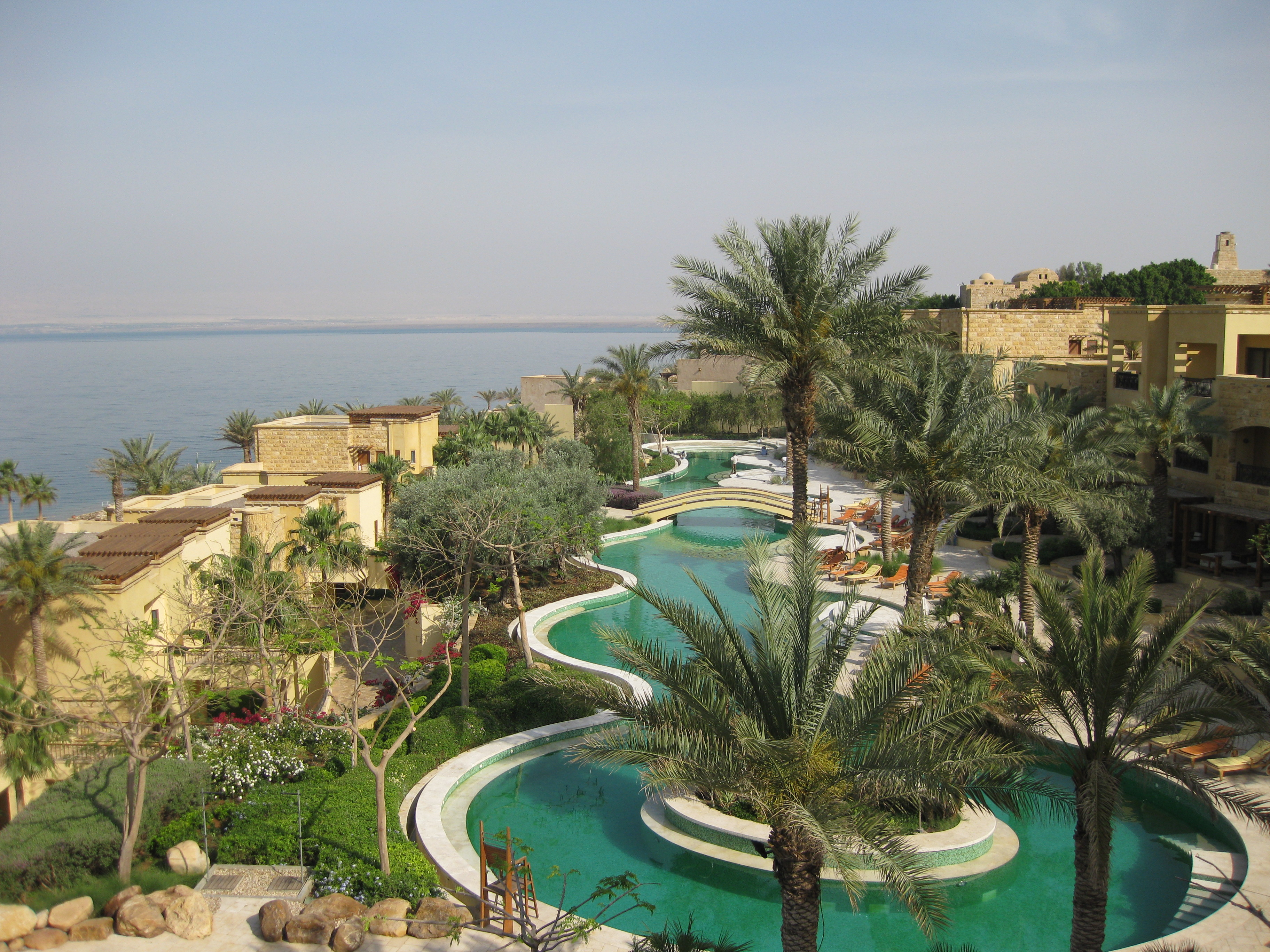
Курорти Мертвого моря, які використовуються владою Йорданії для карантину осіб з підозрою на COVID-19

Протягом перших тижнів поширення коронавірусу в Йорданії (березень 2020 року) влада країни заявила, що всім, кому необхідна ізоляція, розмістять на карантині в п'ятизіркових готелях по всій країні, а уряд країни буде покривати витрати на їх утримання. 18 березня міністр туризму та старожитностей Йорданії Маджд Шавайка заявив, що 1900 людей, які прибули в країну за останній тиждень, були розміщені на курортах Мертвого моря, а 3 тисячі на курортах та готелях Аммана. Відвідавши місце розміщення ізоляції, Шавайка підтвердив, що туристична компанія «Jett» повністю забезпечує обслуговування осіб, які знаходяться на карантині. Міністр також підтвердив, що є 11 тисяч вільних місць, готових прийняти будь-яких осіб, які перебувають на карантині. Міністр підтвердив, що в готелях та на курортах вжито всіх необхідних заходів безпеки, таких як дотримання необхідних санітарно-гігієнічних умов та заборона відвідувань осіб, які знаходяться на карантині.
Станом на 24 березня кількість осіб, які перебували на карантині, становила 5050 осіб, більшість з яких розміщувались у готелях, які здані в оренду уряду та перетворені на карантинні зони. Більшість із цих осіб потрапили в карантин після прибуття до Йорданії з-за кордону до закінчення інкубаційного періоду коронавірусної хвороби. Загальна кількість орендованих готелів на 24 березня досягла 34 (23 в Аммані, 10 в районі Мертвого моря, 1 в Акабі).
Станом на 19 серпня карантин у спонсорованих державою об'єктах становив 14 днів, пізніше особа мала відбути 7–24 дні домашнього карантину. На підставі невизначених наукових даних, дипломати повинні знаходитись на домашньому карантині протягом лише 7 днів.

### 2021
1 вересня в Йорданії було скасовано карантинні обмеження.

## Профілактика
27 лютого Йорданія тимчасово заборонила в'їзд особам, які перебували в Китаї, Південній Кореї та Ірані. Усім особам, які мали намір в'їхати до Йорданії як сухопутним шляхом, так і через аеропорти, проводилось обов'язкове медичне обстеження з обов'язковим обстеженням грудної клітки та горла, а також контролем температури. Йорданці, в яких виявлено позитивний результат тестування, будуть знаходитись на карантині протягом 2 тижнів.

## Надзвичайний стан
19 березня уряд Йорданії оголосив надзвичайний стан в країні та ввів комендантську годину з 21 березня. До початку дії комендантської години після оголошення уряду біля пекарень та продуктових магазинів стояли довгі черги.

## Застосування лікарських засобів
Уряд Йорданії дозволив застосовувати гідроксихлорохін для лікування хворих коронавірусною хворобою із розгорнутою клінічною формою хвороби.

## Заходи уряду
Міністерство охорони здоров'я Йорданії створило спеціальний сайт для інформування щодо ситуації з коронавірусною хворобою в країні. Також міністерство запустило телефонну гарячу лінію з питань щодо коронавірусної хвороби за номером 111. Створено портал для всіх державних платформ, пов'язаних із боротьбою з COVID-19 واحد [Архівовано 19 червня 2022 у Wayback Machine.].

### Березень 2020 року
6 березня уряд Йорданії уклав угоду з Facebook про початок інформаційної кампанії щодо COVID-19. Facebook надасть усім відвідувачам вебсайту з Йорданії посилання на вебсайт міністерства охорони здоров'я країни, де створено розділ, метою якого є підвищення обізнаності про епідемію, профілактичні заходи та поради щодо сповільнення поширення хвороби, а також вказано місця проведення тестувань та лікувальні заклади, в яких надається допомога хворим коронавірусною хворобою.
10 березня було запроваджено наступні заходи:
- Призупинення транспортного сполучення з Ліваном.
- Призупинення траспортного сполучення з Сирією, крім перевезення вантажів.
- Закриття пункту пропуску імені шейха Хуссейна (на півночі) на кордоні з Ізраїлем, мосту короля Хуссейна/Алленбі на кордоні із Західним берегом річки Йордан, пункту пропуску Ваді-Араба (на півдні) на кордоні з Ізраїлем для пасажирського транспорту, крім офіційних делегацій, персоналу вантажного транспорту, та йорданських робітників, які використовують перехід Ваді-Араба.
- Заборона в'їзду з Франції, Іспанії та Німеччини, починаючи з 16 березня 2020 року, та заборона поїздок жителів Йорданії до цих країн.
- Призупинення морського сполучення з Єгиптом та обмеження авіасполучення з Єгиптом на 50 %, з дозволом лише термінових поїздок до Єгипту, зі збереженням обсягу звичайних торгових операцій.
- Призупинення пропусну через прикордонний перехід Аль-Караме з Іраком, за винятком офіційних делегацій, при збереженні пропуску товарів та вантажів. Аеропорти Багдада та Ербіля мали стати єдиними можливостями пасажирського сполучення з Іраком.
- Йорданцям, які повернулися з усіх вищеперерахованих країн, буде дозволено в'їзд за умови самоізоляції вдома протягом 14 днів.

Звільненими від самоізоляції є працівники дипломатичних місій та міжнародних організацій, іноземні інвестори, які проживають в Йорданії, за умови вживання запобіжних заходів, запроваджених міністерством охорони здоров'я.
- Скасування всіх міжнародних та національних конференцій, за винятком тих, які чітко дозволені урядом.

11 березня запроваджені наступні заходи:
- Запобігання в'їзду іноземних громадян до Йорданії з наступних країн країн: Китай, Південна Корея, Іран, Італія. Йорданці, які прибувають з вищезгаданих країн, після прибуття будуть знаходитись у карантині.
- Заборона відпусток емігрантам, які працюють в Йорданії.
- Припинення видачі нових дозволів на роботу для іноземних робітників.
- Заборона відпусток іноземним студентам, які навчаються в Йорданії та бажають поїхати до країн, де поширюється хвороба.
- Заборона поїздок школярів за кордон.
- Призупинення виїзду державних службовців за кордон, за винятком надзвичайно невідкладних випадків і лише за погодженням з урядом.
- Призупинення всіх туристичних поїздок між Йорданією та Палестиною й Ізраїлем.
- Публікація рекомендацій для всіх громадян щодо відкладення поїздок за кордон, крім надзвичайно невідкладних випадків.
- Направлення громадян, які прибувають із країн із великою кількістю випадків коронавірусної хвороби (зокрема Ірак, Єгипет, Франція, Іспанія, Німеччина), на два тижні на самоізоляцію вдома, та попередження ними закладів охорони здоров'я у разі будь-яких ознак чи симптомів інфекції.

14 березня прем'єр-міністр країни Омар Раззаз оголосив про наступні заходи та розпорядження, які запровадив уряд для боротьби з коронавірусною хворобою та у світлі швидкого розвитку подій у світі:
- Освітній сектор
  - Припинення роботи всіх навчальних закладів, починаючи з ранку 15 березня, на два тижні.
  - Міністерство освіти має координувати роботу адміністративного та чергового персоналу навчальних закладів.
  - Міністерство освіти розпочинає роботу із запровадження дистанційного навчання через електронний сайт міністерства за тиждень після цього оголошення та через телевізійні станції вже на цьому тижні..[88]
- Транспортне сполучення
  - Додатково до попередніх повідомлень про припинення авіасполучення з низкою країн, які запроваджені з 16 березня, з вівторка 17 березня 2020 року повністю припиняється авіасполучення Йорданії зі всіма країнами на невизначений термін, за винятком вантажного авіасполучення.
  - Від обмежень на виїзд звільняються дипломатичні представництва, міжнародні організації за умови дотримання ними вказівок міністерства охорони здоров'я, включно 14-денну самоізоляцію, та негайне повідомлення у разі будь-яких ознак чи симптомів хвороби до закладу охорони здоров'я країни.
  - Усі сухопутні та морські пункти перетину кордону будуть закриті для руху пасажирів, дозволено виключно вантажні перевезення.
  - Рекомендація громадянам Йорданії, що перебувають в даний час за кордоном, залишатися на поточному місці перебування.
  - Йорданцям у сусідніх країнах, яким терміново потрібно повернутися додому, буде дозволено в'їзд через наземні або морські пункти перетину кордону за умов дотримання процедур МОЗ.
- Громадські та релігійні заходи, туризм
  - Заборона всіх громадських заходів та зібрань, та дозвіл жителям країни збиратися лише на деякі заходи (зокрема весілля та поховання)
  - Наголос на дотриманні громадянами вимоги залишатися вдома, та залишати помешкання лише за невідкладної потреби.
  - За порадою Ради Фетви та Ради Церков як запобіжний захід запроваджено призупинення молитов у всіх мечетях і церквах королівства.
  - Припинення відвідувань лікарень та в'язниць з неділі 15 березня на невизначений термін.
  - Закриття всіх історичних туристичних об'єктів на один тиждень для проведення дезінфекції цих об'єктів.
  - Припинення всіх спортивних змагань, закриття всіх кінотеатрів, плавальних басейнів, спортивних клубів та молодіжних центрів на невизначений термін.
  - Заборона куріння кальяну та куріння тютюну в кафе та ресторанах. Порушення цієї заборони призведе до закриття закладу.
  - Ресторани та кав'ярні повинні дотримуватися вказівок Міністерства охорони здоров'я щодо відстані між місцями для сидіння.
- Державний та приватний сектори економіки
  - Міністерства, урядові відомства, державні та офіційні установи продовжують працювати.
  - Уряд співпрацюватиме з промислово-торговими палатами для встановлення процедур захисту працівників приватного сектору економіки.
- Кризовий менеджмент
  - Кризовий стратегічний центр працюватиме цілодобово для подальшого спостереження за розвитком подій, пов'язаних з COVID-19, будуть створені такі робочі групи:
    - Робоча група з медичного обслуговування.
    - Робоча група з прикордонного контролю, пунктів перетину кордону, та оперативна група міжнародних аеропортів.
    - Робоча група з питань соціального захисту.
    - Стратегічна резервна робоча група (продовольство та ліки).
    - Робоча група з питань медіа.

17 березня уряд Йорданії запровадив низку запобіжних заходів, зокрема:
- Призупинення роботи всіх державних установ та відомств, за винятком життєво важливих секторів, які за словами державного міністра з питань інформації Амджада Аль-Адайлеха, будуть визначені прем'єр-міністром країни на основі рекомендацій відповідного міністра.
- Міністр інформації під час прес-брифінгу також повідомив, що уряд ухвалив рішення, що жителі Йорданії не повинні залишати своє помешкання, за винятком найбільш невідкладних випадків.
- Уряд вирішив призупинити роботу приватних закладів, за винятком установ охорони здоров'я, та інших життєво важливих для життєдіяльності країни секторів, які визначатиме Прем'єр-міністр на основі рекомендацій міністра промисловості, торгівлі та постачання, а також згідно рішень міністерства праці.
- За словами міністра інформації, уряд заборонив зібрання більше 10 осіб, та заборонив пересування між мухафазами. Він додав, що призупиняються планові операції та медичні огляди, а медична допомога буде надаватися у випадку невідкладних станів та ургентних операцій.
- Уряд призупинив друкування паперових газет, оскільки за даними уряду вони сприяють передачі інфекції, заборонити масові перевезення людей, робота аптек, центрів громадського харчування, пекарень, а також продовольчих магазинів, служб із постачання ліків, води, палива та електроенергії.
- Уряд вирішив закрити торгові та комерційні центри, та дозволити лише відкриття в них центрів постачання та аптек.
- Уряд вирішив створити карантинні табори для осіб, які прибувають до країни через сухопутні пункти перетину кордону.

Цього ж дня був виданий указ короля Йорданії, яким затверджено рішення кабінету міністрів оголосити про введення в дію у середу 17 березня 2020 року положень закону про національну оборону № 13 від 1992 року.
18 березня міністерство туризму та старожитностей запустило цілодобову безкоштовну гарячу лінію за номером 91040 для запитань та скарг осіб, які перебувають на карантині.
20 березня уряд вирішив запровадити комендантський час в Йорданії у рамках заходів боротьби з поширенням коронавірусної хвороби. З 7:00 наступного дня жителям всіх регіонів країни заборонено виїздити за межі свого населеного пункту на невизначений термін. 22 березня уряд дозволив роботу підприємствам з постачання води і газу.
Міністр цифрової торгівлі та підприємництва Мотанна Гарайбе повідомив про запуск платформи дистанційного навчання. 70 тисяч студентів почали користуватися цією платформою з ранку цього дня. Платформа була розроблена менш ніж за тиждень, щоб дозволити студентам навчатися вдома. Телекомунікаційні компанії погодились надати безкоштовний доступ до платформи щодня з 6:00 до 16:00, уряд, у свою чергу, дозволив доступ телекомунікаційним компаніям до розширеного діапазону частот, щоб вони могли розширити свій пакет послуг та забезпечити необхідну додаткову пропускну здатність.
Міністр освіти Тайсір Аль-Ноаймі повідомив про запуск платформи електронного навчання 22 березня з 7:00 до 16:00 для усіх 12 класів школи. Запуск платформи проведено у відповідь на директиви короля та розпорядження прем'єр-міністра з метою забезпечення права на освіту для всіх студентів. Платформа електронного навчання доповнює нещодавно запущені телевізійні станції «Jo Darsak 1» та «Jo Darsak 2», призначені для учнів усіх класів.
23 березня уряд дозволив доставку додому напоїв, хліба та дитячих сумішей. Проте уряд у вівторок 24 березня мав повідомити конкретні терміни реалізації задоволення потреб громадян в доставці товарів додому в рамках механізму, який буде оголошено пізніше. Представник уряду повідомив, що за порушення карантинних правил особа може бути ув'язнена на термін до 1 року. Лише особи, уповноважені прем'єр-міністром та міністром оборони, виходячи з характеру їх роботи, можуть не дотримуватися даних вимог.
24 березня прем'єр-міністр Омар Раззаз повідомив, що починаючи з середи 25 березня можуть працювати з 10:00 до 18:00 невеликі продуктові та міні-магазини, поряд з аптеками, магазинами з продажу напоїв, та пекарнями. Громадянам у віці від 16 до 60 років буде дозволено рухатись по території своїх мікрорайонів пішки лише для поповнення запасів життєво необхідних товарів; рух транспортних засобів залишається забороненим. Люди повинні пересуватись поодинці та постійно дотримуватися відстані не менше 1,5 метрів від інших людей. З четверга 26 березня планувалося дозволити великим супермаркетам продавати та доставляти товари безпосередньо до помешкань замовників. Дане нововведення запроваджено після в цілому успішної ініціативи доставки хліба безпосередньо до помешкань жителів країни, щоб жителі країни не покидали своє житло.
25 березня міністерство охорони здоров'я отримує 21 тисячу додаткових наборів для тестування, та розширює можливості для проведення тестування. Міністерство підтверджуєило, що в його закладах готові перевірити будь-які підозрювані на коронавірус випадки, і закликає громадян звертатися на гарячу лінію за номером 111 з усіма запитаннями щодо коронавірусу.
26 березня прем'єр-міністр країни видав нове карантинне розпорядження, згідно якого перше порушення попередньо встановлених карантинних правил призведе до штрафу від 100 до 500 йорданських динарів; позбавлення волі до 1 року та/або штраф від 100 до 500 динарів за повторне порушення; транспортний засіб, що використовується без дозволу, підлягає арешту на 30 днів. За порушення часу роботи дозволених магазинів накладається штраф не суму до 1000 динарів або магазин закривається терміном на 14 днів. Відкриття магазинів без дозволу карається закриттям магазину на 3 місяці та штрафом у 3 тисячі динарів.
30 березня уряд розпочав виписку громадян Йорданії з 14-денного обов'язкового карантину (особи, які в'їхали до країни після оголошення карантину). Усі вони дали підписку та зобов'язання знаходитись на самоізоляції протягом наступних 14 днів. Уряд організує перевезення всіх громадян без витрат, щоб мінімізувати контакт, змішування та можливе інфікування по дорозі до їх місця проживання. Виписано 3337 осіб із загальної кількості 3679 осіб. 2026 з них перебували в готелях в Аммані, 1311 в регіоні Мертвого моря і 16 в Акабі.
31 березня уряд розпочав виписку з карантину громадян інших країн, які знаходились на 14-денному обов'язковому карантині, до їх помешкань. 1148 осіб з 67 країн будуть доставлені додому після підписання зобов'язання про самоізоляцію вдома на наступні 14 днів. Уряд організує перевезення цих осіб, як і йорданців, без витрат їх коштів, щоб мінімізувати контакт, змішування та можливе інфікування по дорозі до їх місць проживання. Уряд також оприлюднив нове карантинне розпорядження.

### Квітень 2020 року
6 квітня уряд відкрив вебсайт для громадян для звернення з приводу дозволу виходити з дому в невідкладних справах за адресою تصريح الخروج من المنزل [Архівовано 6 квітня 2020 у Wayback Machine.] На цей день поважними причинами вважались:
- Отримання заробітної плати у відділенні банку.
- Звернення до лікувальних закладів.
- У випадку смерті близьких.

19 квітня в Акабі знову було відкрито всі ресторани.

### Травень 2020 року
3 травня прем'єр-міністр видав карантинне розпорядження, що стосується застосування захисних засобів людьми. Згідно цього розпорядження особи, які знаходяться в громадських місцях, повинні мати захисну маску та рукавички, за їх відсутності вони будуть оштрафовані від 20 до 50 йорданських динарів. Особам, які працюють у громадських закладах, що обслуговують жителів країни (державних чи приватних), повинні мати захисне спорядження, за його відсутність до них застосовуються більш високі штрафи в розмірі від 100 до 200 йорданських динарів, а також закриття закладу терміном на 14 днів.
5 травня розпочався перший етап евакуації йорданських студентів з-за кордону, який закінчився 5 травня. Очікувалось, що на батьківщину повернуться 3239 студентів, яких розмістять на карантині.

### Березень 2021 року
9 березня в Йорданії зареєстрували 7072 нових випадки COVID-19 і 59 смертей. Влада Йорданії оголосила про закриття шкіл на невизначений термін, зазначивши, що з моменту їх відкриття пройшов лише місяць.
3 березня 7 хворих з COVID-19 померли в лікарні в Аль-Сальті через брак кисню. Після цього інциденту звільнили міністра охорони здоров'я Назіра Обейдата.
25 березня Йорданія заявила, що планує створити «зону, вільну від коронавірусу» для туристів, куди зможуть потрапити лише вакциновані особи. Зона включала Ваді-Рам, Петру і Мертве море.

## Протести проти заходів COVID-19
15 березня 2021 року в багатьох містах і провінціях Йорданії спалахнули протести проти урядових обмежень щодо COVID-19, через день після того, як у державній лікарні закінчився кисень, що призвело до смерті щонайменше 6 хворих з COVID-19. Сотні людей зібралися на вулицях всупереч нічній комендантській годині в місті Ірбід та кількох інших центрах провінцій, включаючи околиці столиці Аммана і місто Солт. Протестувальники також зібралися південніше в місті Ель-Карак і портовому місті Акаба.
25 березня 2021 року йорданський спецназ розігнав протести в Аммані та інших містах, якими відзначалася 10-та річниця продемократичних демонстрацій «Арабської весни», і затримав десятки активістів. Протестувальники вимагали демократії та припинення дії законів про надзвичайний стан, запроваджених із початком пандемії COVID-19 у 2020 році, які, на думку громадських організацій, порушують громадянські та політичні права населення.

## Програма вакцинації проти COVID-19 у Йорданії
На прес-конференції 14 грудня 2020 року міністр охорони здоров'я Йорданії Натір Обейдат повідомив про підписання остаточної угоди про отримання вакцини проти коронавірусу компанії «Pfizer» для вакцинації 5 % населення. Обейдат заявив, що вакцина повинна бути доставлена до лютого 2021 року.
14 січня 2021 року Управління у справах біженців ООН повідомило, що Йорданія була однією з перших країн, яка запропонувала щеплення проти COVID-19 біженцям.
Станом на лютий 2021 року управління з контролю за продуктами й ліками Йорданії схвалило 3 вакцини проти COVID-19: вакцину AstraZeneca для екстреного використання, вакцини Pfizer-BioNTech і Sinopharm. МОЗ створило портал для запису на щеплення. Міністерство охорони здоров'я та Національний центр безпеки та управління кризовими ситуаціями проводили роботу з вакцинації. На кінець лютого в країні працювали 29 основних центрів вакцинації та 45 вторинних центрів, які постачають вакцину.
До 28 березня 2021 року Йорданія вакцинувала проти COVID-19 274360 осіб, зазначено, що на веб-сайті зареєструвалися понад 822140 осіб. У грудні 2021 року 40 % населення Йорданії були повністю вакциновані від коронавірусу.